# 4458 Oizumi
4458 Oizumi је астероид главног астероидног појаса чија средња удаљеност од Сунца износи 2,441 астрономских јединица (АЈ).
Апсолутна магнитуда астероида је 13,5.